# 徽州会馆 (常熟)
徽州会馆，位于中华人民共和国江苏省苏州市常熟市古里镇铜剑街。徽州会馆原址在城区南门外西庄街，建于清乾隆六十年，由旅居常熟的徽州籍商人集资购地而建，占地约10亩，可借景虞山。今存前后三进。1982年11月公布为常熟市文物保护单位。2007年整体移建到古里镇铁琴铜剑楼纪念馆西南侧河岸的铜剑街。。